# Silurus duanensis
Silurus duanensis är en fiskart som beskrevs av Hu, Lan och Zhang 2004. Silurus duanensis ingår i släktet Silurus och familjen malfiskar. Inga underarter finns listade i Catalogue of Life.